# Romagne-sous-les-Côtes
Romagne-sous-les-Côtes település Franciaországban, Meuse megyében. Lakosainak száma 123 fő (2022. január 1.). Romagne-sous-les-Côtes Azannes-et-Soumazannes, Chaumont-devant-Damvillers, Damvillers, Mangiennes, Merles-sur-Loison és Villers-lès-Mangiennes községekkel határos.

## Népesség
A település népessége az elmúlt években az alábbi módon változott:
| Lakosok száma | 206  | 150  | 118  | 111  | 112  | 110  | 118  | 122  | 122  | 123  |
|               | 1968 | 1982 | 1990 | 2006 | 2013 | 2015 | 2017 | 2019 | 2020 | 2022 |